# نايف عبدلي
نايف عبدلي لاعب كرة قدم سعودي، يلعب في الهجوم حالياً في نادي التهامي.
لعب سابقاً في نادي بيش في الفئات السنية و نادي الفيحاء ونادي التقدم ونادي وج ونادي بيش ونادي البكيرية ونادي التهامي.

## روابط خارجية
- نايف عبدلي على موقع قاعدة بيانات كرة القدم.إي يو (الإنجليزية)
- نايف عبدلي على موقع Soccerway.com (الإنجليزية)
- نايف عبدلي على موقع كووورة